# 카벨 아인스

카벨 아인스(kabel eins)는 도이칠란트 민영 방송의 하나로, 1992년 2월 29일 데어 카벨카날(Der Kabelkanal, 케이블 채널)이라는 이름으로 개국했다. 프로지벤자트아인스 미디어 계열로, 이 방송은 미국 영화, 드라마, 다큐멘터리를 방영하는 것으로 유명하다.